# Mindestausrüstungsverordnung bei österreichischen Feuerwehren
Die Mindestausrüstungsverordnung stellt ein Mindesterfordernis der österreichischen Freiwilligen Feuerwehren dar. Sie sind Verordnungen der einzelnen Bundesländer, in den festgelegt wird, welche Ausrüstung die einzelne Feuerwehr, abhängig von der Ortsgröße und den Gefährdungspotenziale, mindestens haben muss. Nach diesen Richtlinien und einer individuellen Überprüfung schreibt die jeweilige Landesregierung den einzelnen Gemeinden durch Bescheid das Mindestmaß an notwendiger Ausrüstung für den örtlichen Brandschutz vor.
Faktoren für die einzelnen Beurteilungen sind z. B. die Topographie, die Anzahl und die Bauweise der Häuser sowie die Art der Betriebe. Abhängig von der Mindestausrüstungsverordnung erhalten die Feuerwehren Subventionen durch den jeweiligen Landesfeuerwehrverband zu angeschafften Feuerwehrfahrzeuge.
Sind Fahrzeuge älter als 20 Jahre (mit einmaliger Verlängerung bis 25 Jahre), fallen sie aus der Verordnung heraus und die Feuerwehr hat wieder Anspruch auf Förderung eines Neufahrzeuges.
Als Minimum für jede Feuerwehr stellt das Kleinlöschfahrzeug (KLF) oder ein Mannschaftstransportfahrzeug mit Tragkraftspritzen-Anhänger die Mindestausrüstung einer Feuerwehr dar.
Diese Verordnungen sind einerseits eine Hilfe für die Feuerwehren gegenüber der Gemeinde neue Fahrzeuge zu finanzieren, andererseits müssen auch die Gemeinden die Feuerwehr bei Anschaffungen darüber hinausgehender Ausrüstung nicht unterstützen.
In der Steiermark wird diese Verordnung als Mindestausrüstungsrichtlinie (MARL) bezeichnet. Sie ermöglicht den Gemeinden, flexibel eine oder mehrere Feuerwehren zu unterhalten oder die Aufgaben an Dritte zu übertragen.
Historisch gesehen geht diese Verordnung auf Vorschriften vom 1. Oktober 1943 zurück, in denen durch die Behörden des deutschen Reichs ein ausreichender Brandschutz nach Bombenangriffen vorgesorgt werden musste.
In Niederösterreich wurde die Mindestausrüstungsverordnung mit 31. Dezember 2011 außer Kraft gesetzt und durch eine Ausrüstungsverordnung ersetzt, nach der bei jedem Ankauf eines Fahrzeuges der Bedarf neu evaluiert wird und nicht im Vorhinein als Bescheid für die Folgejahre festgelegt wird.